# Yutsil Cruz Hernández
Yutsil Cruz  (Ciudad de México, 6 de abril de 1982), más conocida como Yutsil, es curadora, gestora, docente y artista amerindia interdisciplinaria nacida en la Ciudad de México. Emplea diferentes prácticas artísticas en su quehacer creativo, entre las que se encuentran instalación, escultura, video y grabado. Ha desarrollado  proyectos artísticos in situ y en comunidades específicas con el objetivo de conocer su historia, atender las necesidades del espacio social y crear otros futuros posibles. La mayoría de sus planteamientos se centran en tejer cruces temáticos entre la memoria, el racismo, la clase, el género y la política de lugares específicos a partir de la implementación de procesos colectivos de participación y colaboración. Se ha desempeñado como docente en la Facultad de Artes y Diseño de la UNAM, ha sido acreedora de becas nacionales e internacionales y ha expuesto su trabajo artístico en múltiples exposiciones individuales y colectivas.

## Trayectoria
Yutsil es licenciada en Artes Visuales por la Escuela Nacional de Artes Plásticas, ENAP (generación 2001-2005) y Maestra en Artes Visuales por la Facultad de Artes y Diseño de la UNAM (generación 2013-2015) con un proyecto artístico sobre su producción de piezas relacionadas con la crítica al racismo, nacionalismo y discriminación que se vive en México. Ante esto, ella estableció que:
Me  interesa  intervenir,  subvertir  simbólicamente  al  pensamiento que asegura narrar lo “verdadero, lo oficial, lo común”. Hago uso y me apropio de imágenes que representan, en el sentido de hacer presente o de ilustrar lo “científicamente comprobado”, la historiografía de México, el pensamiento de la élite política mexicana, los relatos de violencia en las notas de prensa, íconos del mexicano, las interpretaciones del pasado y “los descubrimientos”.
También cuenta con un Máster en Historia del Arte Contemporáneo y Cultura Visual por el Museo Nacional Centro de Arte Reina Sofía en la Universidad Complutense de Madrid y la Universidad Autónoma de Madrid en España (generación 2010-2012).
Del 2007 al 2009 se desempeñó como coordinadora curatorial en la Sala de Arte Público Siqueiros. En 2013 coordinó la programación para el proyecto Piloto de Verano de la Dirección General de Cultura Populares de CONACULTA en el barrio de Tepito enfocada a la transformación social a través del arte y la cultura. 

Le interesa desarrollar proyectos pensados para la intervención in situ con el fin de cuestionar categorías raciales y de identidad en su estrecha relación a estratos sociales de clase y procesos de estigmatización. De 2007 a 2011, Yutsil creó y gestionó el proyecto Obstinado Tepito para generar un circuito artístico temporal en Tepito con piezas que trabajaran, intervinieran, señalaran y cuestionaran los imaginarios y arraigo identitario de dicho barrio de la Ciudad de México. Para esto, invitó a 12 artistas externas: Jerónimo Hagerman, Hersúa, Carlos Aguirre, Lorena Wolffer, Rubén Morales, Ilián Gonzáles, Iván Edeza, Carla Herrera-Prats, Mireia Sallarès, el Colectivo Bulbo de Tijuana y el Colectivo DF (Mauricio Duran y Emilio Canek). Las piezas se expusieron en vecindades, la vía pública, centros culturales y locales comerciales. 
Cruz eligió este barrio debido a su estigmatización, al arraigo identitario que tienen sus habitantes y al orgullo que muchos de sus residentes tienen en ser tepiteños. Su intención era que los artistas trabajaran con el barrio, en su afán de investigar acerca de la apropiación del espacio público, utilizándolo no sólo como soporte, sino como contexto social y político.
Las diferentes obras producidas en el marco de este proyecto fueron expuestas en galerías de la Ciudad de México. El proyecto Obstinado Tepito fue apoyado por una Beca del Programa de Fomento y Apoyo a Coinversiones Culturales del Fondo Nacional para la Cultura y las Artes, (FONCA) así como por el Patronato de Arte Contemporáneo (PAC).
En 2012, Cruz realizó la curaduría y museografía de la exposición Densidad: Enrique Jezik, Israel Martínez e Iván Edeza en la Galería Metropolitana de la UAM de la Ciudad de México. Desde las propuestas de los tres artistas en su intento por visibilizar y subvertir ejercicios de poder, les propuso investigar temáticas como: la violencia y la guerra en contra del narcotráfico que se vivió en México durante el sexenio de Felipe Calderón (2006-2012); discursos mediáticos sobre México en el que se enunciaba como un país salvaje; los ejercicios de poder y resistencia frente a los autoritarismos; la manera en la que las represiones militares detonaron acciones violentas; y diferentes situaciones de violencia como las desapariciones, asesinatos, secuestros durante el momento.

En el Museo Universitario del Chopo en la Ciudad de México, durante el mes de noviembre del 2013, Yutsil participó en la exposición Tianguis C.A.C.A.O. (Cooperativa Autónoma de Comercio Artístico de Obras), iniciativa organizada por el artista José Miguel González Casanova, como una alternativa ante la situación económica precaria del momento, la homogeneización de la diversidad cultural y los monopolios en el mundo del arte. Con el proyecto se tuvo la intención de que el museo continuara fungiendo como un agente impulsor de procesos culturales contemporáneos alternativos. Se presentaron trabajos de artistas, artesanas/os, diseñadoras/es, disqueras independientes, especialistas en gastronomía, músicas/os, editoras/es, gestoras/es y colectivos interesadas/os en formas de producción, intercambio y consumo que fueran horizontales, abiertas y creativas. En palabras de Yutsil, su instalación:
Refiere a la memoria histórica del Museo Universitario del Chopo y recuerda cuando el Museo Nacional de Historia Natural se ubicaba ahí y exhibía una réplica del esqueleto de un Diplodocus Carnegii. Del cual seleccioné la pata trasera para realizar un múltiple de 16 piezas, réplicas de la pata en escala real que fueron puestas en venta en el tianguis de C.A.C.A.O. El valor de un objeto considerado un bien cultural se presenta como un objeto de entretenimiento que se asemeja a un juguete.
En el 2020 participó como invitada coordinadora en el proyecto Mujeres de Eloxochitlán. ¿Miedo?, ¡qué miedo vamos a tener! en el que, a través de la historia oral, las mujeres de la población de la Sierra Mazateca de Oaxaca indagaron sobre sus genealogías, su agencia política, organización colectiva, comunidades, espacios de trabajo, cuidados y núcleos familiares. El proyecto tuvo salida impresa y se conformó un taller de producción editorial autónoma para dicho objetivo. Es parte del programa Retorno al Origen de la Secretaría Cultural Federal.
En 2020, inauguró una exposición individual titulada La nación en el Centro Cultural Universitario Tlatelolco, curada por Sofía Carrillo Herrerías, para reflexionar, de forma interseccional, en torno al racismo, clasismo, sexismo y prácticas discriminatorias ejercidas hacia las mujeres indígenas. Con el fin de problematizar discursos oficiales que pretenden perpetuar una falsa identidad de la mujer indígena, Yutsil presentó una instalación conformada por un video multicanal en el que cuestionó los estereotipos de la mujer indígena producidos por la televisión así como el ámbito institucional; esculturas de actrices con las que buscó parodiar el blanqueamiento basado en el racismo; recopiló múltiples testimonios de mujeres indígenas relacionados con sus vivencias discriminatorias en la Ciudad de México; expuso una réplica de la primera bandera mexicana y, junto con la investigadora Berenice Alcántara Rojas, produjo una obra pictórica en aras de desmitificar la figura de la Malinche. De acuerdo con la artista:
Mi interés es hacer visible el racismo cargado de una mirada patriarcal, los procesos de blanqueamiento cultural hacia la mujer indígena y su desindianización […] Me interesa señalar ese modelo aspiracional que tanto ha vendido la televisión basado en una pigmentocracia donde se exalta el racismo de la sociedad mexicana.
Quiero enfatizar que se siguen racializando ciertos tipos de trabajo que hacen las mujeres indígenas; porque, por ejemplo, se piensa que no se pueden desarrollar de manera profesional, que no pueden ir a la universidad, y existe una sorpresa al conocer sus historias. [...] Me interesa también la sexualización: cómo se utiliza a la mujer indígena como una mercancía o producto que se explota a nivel imagen o idealización de belleza.
Fue curadora y jurado en la Segunda Bienal de Artes y Diseño, Pedir lo Imposible, 2019-2020 en la UNAM. Ha fungido como docente en la Facultad de Artes y Diseño a cargo del taller Proyecto interdisciplinario así como docente de asignaturas de Escultura, Curaduría, Museografía y Gestión en la Licenciatura de Artes Plásticas en la universidad UNARTE en Puebla, Puebla. En 2014 diseñó contenidos pedagógicos y coordinó el programa MotorLab inscrito en el Laboratorio para la Ciudadanía del Centro Cultural España en México y Fundación Telefónica México.

## Líneas artísticas y de investigación
El trabajo artístico y curatorial de Yutsil, de carácter multidisciplinario, se entreteje a partir de la denuncia y crítica a los sistemas de opresión existentes, por ejemplo, el sexismo, clasismo, racismo, colonialidad, violencia del Estado y discriminación. Lo anterior lo realiza a través de generar espacios colectivos –creativos, de escucha, imaginarios, interactivos– para potenciar diálogos y reflexiones contextualizadas que permitan desmontar conceptos cristalizados. Asimismo, cuestiona la política de lugares –espacios públicos y privados– específicos para generar mecanismos de apropiación e identificación cultural. Le interesa profundizar sobre la memoria a través de la investigación sobre las genealogías, propias y ajenas, con el fin de indagar sobre los procesos identitarios colectivos. Por eso, se autonombra como artista amerindia, nieta de un abuelo mixteco y de una abuela de Durango.

## Exposiciones individuales (selección)
La exposiciones individuales de Yutsil Cruz son las siguientes:
2020 - La Nación, Centro Cultural Tlatelolco, UNAM, Ciudad de México.
2020 - Rebeldías. Historias de mujeres en contra de la ficción nacionalista, comisión para el Memorial del 68, Centro Cultural Tlatelolco, UNAM, Ciudad de México.  
2019 - Estratigrafías del pasado reciente, El anexo La Trampa, México.
2018 - El México desconocido, Casa Vecina, Centro Histórico Ciudad de México. Curaduría de Helena Braunstajn.
2007 - Código Significado, Intervención en diferentes calles del Centro Histórico, Casa Vecina, Ciudad de México.

## Exposiciones colectivas (selección)
Ha participado en múltiples exposiciones colectivas nacionales e internacionales
2022 - Arte de los pueblos de México. Disrupciones indígenas, Museo del Palacio de Bellas Artes, Secretaría de Cultura, Ciudad de México.
2021 - Xaltilolli, Centro Cultural Tlatelolco, UNAM, Ciudad de México.
2021 - Escucha Profunda, Laboratorio Arte Alameda, Secretaria de Cultura, Ciudad de México.
2021 - Por qué no podemos limitarnos a vivir, Galería Galería, La Calera, Oaxaca.  
2021 - Chatarra Amnésica, Amnésica Proyectos de Intervención pública en Ciudad de Tlatelolco, coordinación de Balam Bartolomé, Ciudad de México.
2021 - Memento Mori, Praga, Barcelona y México.
2021 - Mesoamérica tierra encendida, Museo del Jade, Costa Rica.
2021 - Zapata vivo a través de la gráfica contemporánea, Centro Cultural Clavijero, Morelia, Michoacán.
2020 - El que quiera que oiga y el que no, pues no, Galería Galería en Galería Nueva, Madrid, España.
2019-2020 - Calafia: Manifesting the Terrestrial Paradise, Armory, Exhibitions, California, Estados Unidos de América.
2019 - III Bienal Nacional del Paisaje, Museo de Arte de Nogales, Secretaría de Cultura. Sonora.
2018 - Foro Gráfico. La Trampa. Gráfica Contemporánea, Museo Nacional de la Estampa, INBA, Ciudad de México.
2016 - Teoría del color, Museo Universitario de Arte Contemporáneo, UNAM, Ciudad de México.

## Becas y selección en bienales (selección)
Yutsil Cruz ha sido acreedora de múltiples becas nacionales para artistas y ha sido seleccionada para exponer sus obras en diversas bienales: 
2021 - Selección en la Feria de Arte Fain – FAMA Monterrey, 2021.
2020 - Rebeldías. Historias de mujeres en contra de la ficción nacionalista, ex profeso para el Memorial del 68, Centro Cultural Tlatelolco, UNAM, México, 2020.
2019-2020 - Bienal de Pintura Rufino Tamayo, Museo Tamayo, Ciudad de México.
2019 - Artista invitada 3er Bienal Nacional del Paisaje, Museo de Arte de Nogales, Sonora,  México.  
2018 - Selección en MexiCali Biennial, México – Estados Unidos.
2008 – 2009 - Beca en el Programa de Fomento y Apoyo a Coinversiones Culturales del Fondo Nacional para la Cultura y las Artes, FONCA. Para el proyecto Obstinado Tepito. México.
2007 - Beca de apoyo del Patronato de Arte Contemporáneo, PAC.  Para el proyecto Obstinado Tepito, México.

## Entrevistas y conversaciones (selección)
2022 - Escucha profunda: poéticas hacia el mundo al revés | Yutsil y Helena Mac Gregor Chávez, 28 de enero de 2022, Laboratorio Arte Alameda, Secretaría de Cultura.
2022 - Conversación sobre la exposición Densidad con Carmen Cebreros, Galería Metropolitana, Universidad Autónoma Metropolitana, Ciudad de México.
2021 - La estética del racismo en México. Entrevista para RT en español.
2021 - Episodio 02 de #PuntoCiego reflexionamos sobre el racismo en México. Conversamos con Susana Vargas, Andy Medina, Yutsil Cruz y Laura Anderson Barbata, MUAC, UNAM.